# Wichelen
Wichelen est une commune néerlandophone de Belgique dans le Denderstreek sur le Molenbeek située en Région flamande, dans la province de Flandre-Orientale.

## Sections de la commune
| # | Section      | Superf. (km²) | Habitants (2020) | Habitants par km² | Code INS |
| - | ------------ | ------------- | ---------------- | ----------------- | -------- |
| 1 | Wichelen     | 8,75          | 4.322            | 494               | 42026A   |
| 2 | Serskamp     | 6,94          | 3.565            | 514               | 42026B   |
| 3 | Schellebelle | 7,51          | 3.762            | 501               | 42026C   |

## Héraldique
|  | La commune possède des armoiries qui lui ont été octroyées le 10 juin 1969 et changées le 3 décembre 1984. Les armoiries actuelles combinent les lions des armoiries anciennes avec les croix Tau des anciennes armoiries de Schellebelle. Les anciennes armoiries sont celles de la famille De Cordes qui acquit le village en 1614 et le posséda jusqu'à la fin du XVIIIesiècle. Le village n'a jamais utilisé les armoiries de la famille sur son sceau mais a utilisé un sceau avec la sainte patronne locale, Sainte Gertrude de Nivelles. Blasonnement : Coupé: 1. D'or à deux lions adossés de gueules, armés et lampassés d'azur, les queues croisées. 2. D'azur à trois croix de Saint Antoine d'or. Source du blasonnement : Heraldy of the World. |

## Démographie

### Évolution démographique: Avant la fusion des communes
- Sources : INS, Rem. : 1831 jusqu'en 1970 = recensements, 1976 = nombre d'habitants au 31 décembre[3].
- 1880*: Scission de Schoonaarde en 1873

### Évolution démographique de la commune fusionnée
Graphe de l'évolution de la population de la commune. Les données ci-après intègrent les anciennes communes dans les données avant la fusion en 1977.
- Source : DGS - Remarque: 1831 jusqu'à 1981=recensement; depuis 1990=nombre d'habitants chaque 1er janvier[4]